# Guanbuqiao (köpinghuvudort i Kina, Hubei Sheng, lat 29,90, long 114,32)
Guanbuqiao är en köpinghuvudort i Kina. Den ligger i provinsen Hubei, i den centrala delen av landet, omkring 76 kilometer söder om provinshuvudstaden Wuhan. Antalet invånare är 31 657. Befolkningen består av 15 230 kvinnor och 16 427 män. Barn under 15 år utgör 18,0 %, vuxna 15-64 år 72 %, och äldre över 65 år 8,0 %.
Runt Guanbuqiao är det tätbefolkat, med 427 invånare per kvadratkilometer. Närmaste större samhälle är Wenquanzhen, 9,4 km söder om Guanbuqiao. Trakten runt Guanbuqiao består till största delen av jordbruksmark.
Genomsnittlig årsnederbörd är 1 972 millimeter. Den regnigaste månaden är maj, med i genomsnitt 280 mm nederbörd, och den torraste är januari, med 51 mm nederbörd.